# Самоделкин, Андрей Николаевич
Андрей Николаевич Самоделкин (20 июля 1961, д. Белки, Котельничский район, Кировская область) — российский государственный деятель, бывший глава администрации МО ГО «Сыктывкар» (с 18 ноября 2015 по 17 ноября 2016).

## Биография
Родился 20 июля 1961 года в деревне Белки (ныне не существует, исключена из списка населённых мест в 1988 году) Котельничского района Кировской области, русский. Образование высшее. Окончил Кировский сельскохозяйственный институт (1984), специальность по образованию — инженер-механик.

## Карьера
1978 год — обработчик цеха № 1 завода «Микрометр» (Котельнич).
В 1978—1979 годах — кочегар котельной Кировского сельскохозяйственного института.
В 1979—1984 годах — студент Кировского сельскохозяйственного института.
1984 год — инженер-механик центральной усадьбы совхоза «Пажгинский» (Сыктывдинский район).
В 1984—1986 годах — служба в Советской Армии.
В 1986—1987 годах — главный механик, главный инженер Котельнического объединения по производству кирпича (Котельнич).
В 1987—2002 годах — старший мастер по ремонту кранового хозяйства отдела главного механика, заместитель начальника по кадрам и быту картонно-бумажного производства, начальник отдела кадров, заместитель генерального директора по кадрам и соцразвитию производственного объединения «Сыктывкарский ЛПК им. Ленинского комсомола», ОАО «Сыктывкарский ЛПК».
С 2002 года — второй заместитель генерального директора — директор по кадрам и социальному развитию ОАО «Нойзидлер Сыктывкар». В 2010 подал заявление об увольнении по собственному желанию.
В 1999—2003 годах — депутат Совета муниципального образования «Эжвинский район г. Сыктывкара».
2003 год — избран депутатом Государственного Совета Республики Коми III созыва по Емвинскому избирательному округу № 20.
2007 год — избран депутатом Государственного Совета Республики Коми IV созыва по Эжвинскому одномандатному избирательному округу № 4, являлся членом партийной фракции в Государственном Совете Республики Коми.
2011 год — избран депутатом Государственного Совета Республики Коми V созыва. Возглавил комитет по социальной политике.
В 2010—2015 годах — руководитель исполнительного комитета Коми регионального отделения партии «Единая Россия».
С 17 февраля 2012 — министр развития промышленности, транспорта и связи Республики Коми. С 24 сентября 2014 — министр развития промышленности и транспорта Республики Коми.
С 18 ноября 2015 — на заседании Совета города избран главой администрации МО ГО «Сыктывкар» (сити-менеджером). В ноябре 2016 года подал в отставку (в связи с выходом на пенсию), которая была принята 17 ноября 2016. Исполняющим обязанности главы администрации Сыктывкара с 18 ноября 2016 был назначен его заместитель — Владимир Голдин.
С января 2017 года по настоящее время — генеральный директор ООО «Мурашинский фанерный завод».

## Личная жизнь
Женат, есть дочь.
Проживает в Кировской области. Хобби — охота.

## Награды и звания
- Почëтная грамота Республики Коми  (2000;
- Благодарность Верховного Главнокомандующего Вооружёнными силами Российской Федерации (2002);
- Почётная грамота Государственного Совета Республики Коми (2004)[6];
- Заслуженный работник Республики Коми (2005);
- Медаль ордена «За заслуги перед Отечеством» II степени (2009).